# The Dirtiest Thirstiest
The Dirtiest Thirstiest – debiutancki album amerykańskiego rapera Yung Wuna. Prace nad nim trwały około ośmiu lat. Album zawiera największy hit Yung Wuna, „Tear It Up”. Jako że singel ten jest jedynym sukcesem rapera, został nazwany One-Hit Wonder (Artysta jednego przeboju).
Album zadebiutował na miejscu 50 listy Top R&B/Hip-Hop i na 11 listy Top Heatseekers.
Promowany również przez single: „Yung Wun Anthem”. „Walk It Talk It”. „I Tried To Tell Ya”. Klipy powstały do utworów: „Tear It Up”. „Walk It Talk It” i „I Tried To Tell Ya”.
- „Tear It Up” można również w ocenzurowanej wersji usłyszeć na „Fuck the Industry” DMX-a.
- Wersja instrumentalna „I Tried To Tell Ya” jest również na jednym z mixtape’ów DJ-a Smallza.
- W „Sad Song” poza Yung Wunem występuje też kilku nieznanych raperów.

## Lista utworów
| #  | Tytuł                             | Producenci                     | Występujący | Czas |
| -- | --------------------------------- | ------------------------------ | --- | ---- |
| 1  | „I Can't Take It No More (Intro)” | Jay Mac                        | - Zwrotka: Yung Wun - Outro: Bzr Royale, Yung Wun                                                                                       | 1:29 |
| 2  | „I Tried To Tell Ya"              | Shondrae 'Bangladesh' Crawford | - Intro: Swizz Beatz - Refren: Yung Wun - Wszystkie zwrotki: Yung Wun - Outro: Swizz Beatz                                              | 3:23 |
| 3  | „Tear It Up"                      | Faust                          | - Intro: DMX - Refren: DMX - Pierwsza zwrotka: Yung Wun - Druga zwrotka: David Banner - Trzecia zwrotka: Lil’ Flip, Yung Wun            | 3:25 |
| 4  | „Yung Wun Anthem"                 | Swizz Beatz                    | - Intro: Swizz Beatz - Wszystkie zwrotki: Yung Wun, Swizz Beatz - Outro: Yung Wun, Jadakiss, Swizz Beatz                                | 4:35 |
| 5  | „One More Day In The Hood"        | The Koul Kats                  | - Intro: Swizz Beatz - Refren: Yung Wun & Swizz Beatz - Pierwsza zwrotka: Yung Wun - Druga zwrotka: Cassidy - Trzecia zwrotka: Yung Wun | 4:28 |
| 6  | „Sad Song”                        | Vizion                         | Yung Wun | 4:18 |
| 7  | „Starvin' & Robbin'"              | Vizion                         | Yung Wun | 4:42 |
| 8  | „Load 'Em Up"                     | Vizion                         | - Intro: Yung Wun - Refren: Yung Wun - Pierwsza zwrotka: Yung Wun - Druga zwrotka: Taronda Hamilton - Trzecia zwrotka: Yung Wun         | 4:29 |
| 9  | „Cadillac Doors"                  | Tony Lopez                     | - Refren: Swizz Beatz - Wszystkie zwrotki: Yung Wun                                                                                     | 4:20 |
| 10 | „Walk It, Talk It"                | David Banner                   | - Intro: Yung Wun - Refren: David Banner - Wszystkie zwrotki: Yung Wun                                                                  | 4:56 |
| 11 | „Let It Bump"                     | The Koul Kats                  | Yung Wun | 4:20 |
| 12 | „Represent"                       | Swizz Beatz                    | - Intro: Swizz Beatz, Yung Wun - Refren: Yung Wun - Wszystkie zwrotki: Yung Wun                                                         | 4:48 |
| 13 | „Georgia Waters"                  | Vizion                         | Yung Wun | 4:14 |